# اووینگن
اووینگن (به آلمانی: Owingen) یک شهر در آلمان است که در بودنسیکرایس واقع شده‌است. اووینگن ۴٬۲۲۷ نفر جمعیت دارد.